# Т-64 «Краб»
Т-64 «Краб» — дослідно-конструкторська робота з модернізації танка Т-64Б (Т-64БВ). ДКР виконує Харківське конструкторське бюро машинобудування ім. Морозова. Роботи почалися 2016 року. У рамках ДКР передбачалося встановлення на Т-64 двигуна 6ТД потужністю 1200 к.с. Для встановлення двигуна, більшого за габаритами ніж штатний, у ДКР «Краб» корпус серійного Т-64 «розшивається».

## Історія

### Раніші розробки
У 1970-х роках ХКБМ ім. Морозова розробило проєкт під назвою «Кедр» або «Об'єкт 476», який передбачав вдосконалення силової установки танка. Три дослідні зразки створювалися на базі Т-64А, проте використовували нову башту з поліпшеними броньованими властивостями. Моторно-трансмісійний відсік танків переобладнували під двигун 6ТД-1 (1000 к.с.).
Проте у 2020-х цей проєкт не стали відновлювати. Бо проєкт «Кедр» полягав у виготовленні нового корпуса з більшим обсягом моторно-трансмісійного відділу.

### Початок робіт
У травні 2016 року була відкрита дослідно-конструкторська робота з модернізації танку Т-64Б (Т-64БВ) під назвою «Краб». Вона мала на меті підвищення захищеності танка, рухливості, спроможності вести бойові дії вночі, командної керованості машини. Передбачалося також встановлення на танк двигуна 6ТД потужністю 1200 к.с замість штатного для танків Т-64 двигуна 5ТД. З 2016 по 2019 рік на ХКБМ тривали процедури з визначення ціни робіт та формування нової кооперації, але сам контракт між Міністерством оборони України та ДП «ХКБМ», як головним виконавцем ДКР «Краб», був укладений лише у квітні 2019 року. Проте за роботу з модернізації танка ХКБМ все одно не бралося через брак коштів: Міноборони не виділяло авансування, адже ХКБМ на той час мало значну кредиторську заборгованість за непоставлені БТР-4.
В грудні 2020 року заступник міністра оборони Олександр Миронюк повідомив, що основним бойовим танком ЗСУ є та у найближчі роки буде Т-64. ДКР «Краб» мала дати можливість експлуатувати його ще 25 років. Миронюк сказав, що вже завершено перший етап — розробка конструкторської документації. До кінця 2021 року або на початку 2022, буде отримано перший дослідний зразок модернізованого Т-64.
В грудні 2020 року вперше з'явились детальні зображення модернізації танка Т-64, яка проходить під шифром «Краб», коли журналісти програми Донбас. Реалії відвідали «Харківське конструкторське бюро машинобудування ім. Морозова». Підприємство з початку грудня почало збирання першого зразка, а вийти на полігон він має через рік.

## Опис
Видавництво Defense Express зробило аналіз всіх відкритих та доступних матеріалів про цей проєкт та дійшло таких висновків.
У проекті «Краб» не передбачено заміни самої башти Т-64Б. Посилення вогневої потужності «Краба» буде досягнуто, зокрема, встановленням нової системи управління вогнем, прицільного комплексу з тепловізійним каналом, а також інтеграцією високоточного «Комбата» від ДККБ «Луч».
Буде замінено штатний нічний приціл навідника Т-64Б. Це можливо, як у випадку з Т-64 зразка 2017 року, шляхом встановленням ТПН-1-ТПВ від «Трімен-Україна». Або оновлених версій ПТТ-2 чи ПТТ-3 від «Фотоприладу». Всі ці приціли є тепловізійними та забезпечують виявлення цілей на відстані 5, 7 та 8 км відповідно.
Також буде встановлено новий датчик вітру та поліпшена система керування вогнем завдяки використанню сучасної елементної бази. За своїми характеристиками вона буде кращою за 1А42.
Також на «Краб» будуть встановлені сучасні засоби навігації та захищеного цифрового зв'язку. Очікується інтеграція бойової машини у єдину систему управління військами, проте цей процес пов'язаний з її прийняттям на озброєння у ЗСУ.
Завдяки цим нововведенням, як сповістили на ХКБМ, загальна вогнева ефективність «Краба» вдень перевищує показники «Булата» у 1,25, а вночі — у 6 разів. У випадку зі звичайним Т-64Б1В (без комплексу «Кобра», ракети до якого вже добігають граничних строків експлуатації), мова йде вже про перевершення у десятки разів.
Також за аналогією із Т-64 зразка 2017 року у «Крабі» передбачено встановити у штатні місця нічних або тепловізійних засобів спостереження для інших членів екіпажу: командира та механіка-водія.
Динамічний захист буде типу ХСЧКВ «Ніж» з встановленням елементів у штатні контейнери, які вже застосовується на Т-64 зразка 2017 року та Т-80БВ. У порівнянні з вбудованим динамічним захистом «Булата», вони значно легші і дозволять не перевантажити танк.
Разом з цим на «Краб» встановлять протикумулятивні решітки та, скоріш за все, систему попередження про лазерне опромінення. У подальшій перспективі та за умови прийняття на озброєння у ЗСУ, можливе встановлення системи активного захисту.
На «Крабі» запланована ремоторизація на 1000-сильний 6ТД-1. Але це потребує внесення змін у корпус через більші габарити нового двигуна. Попри те, що це питання вже було вирішено під час роботи над експериментальним «Об'єктом 476» «Кедр», основна відмінність у методах встановлення. Якщо у СРСР для «Кедру» було виготовлено новий корпус з більшим обсягом моторно-трансмісійного відділу, то зараз на ХКБМ будуть «розшивати» корпус серійного Т-64.
Також «Краб» обладнають додатковим енергоагрегатом, який забезпечує живлення систем танка на стоянках і бойових позиціях. Тобто дозволяє економити ресурс головного двигуна та пальне.
19 серпня 2021 року НВК «Фотоприлад», що входить до складу ДК «Укроборонпром», відзвітувався про проведення робіт у рамках ДКР «Краб» (Т-64). Зокрема, як стало відомо Ukrainian Military Pages, в інтересах Міноборони України впродовж минулого року черкаське підприємство в якості співвиконавця виконувало:
- Складові частини дослідно-конструкторської роботи (СЧ ДКР) «Краб»: Розробка конструкторської документації (КД) на модернізацію танка Т-64Б (Т-64БВ) (обсяг витрат — 2 028 955 грн):
  - «Розробка аналога виробу 1Г46М2 із застосуванням сучасної елементної бази», шифр «Краб-1Г46М2»;
  - «Розробка аналога виробу ПТТ-2-1М із застосуванням сучасної елементної бази», шифр «Краб-ПТТ-2-1М»;
  - «Розробка аналога виробу ПНК-4CRM із застосуванням сучасної елементної бази», шифр «Краб-ПНК-4CRM»;
  - Зазначається, що розробка СЧ ДКР «Краб» дозволить освоїти виробництво приладів без компонентів виробництва РФ та надалі забезпечити роботу для працівників ЦКБ «Сокіл» (входить до складу НВК «Фотоприлад») шляхом авторського супроводу дослідних зразків зазначених приладів.